# Suojärvi (sjö i Tavastehus, Egentliga Tavastland)
Suojärvi är en sjö i kommunen Tavastehus i landskapet Egentliga Tavastland i Finland. Sjön ligger 129,6 meter över havet. Arean är 58 hektar och strandlinjen är 6,94 kilometer lång. Sjön  ingår i Kumo älvs huvudavrinningsområde.   Den ligger omkring 26 km sydväst om Tavastehus och omkring 89 km nordväst om Helsingfors. 